# سفارة جنوب إفريقيا في النرويج
سفارة جنوب أفريقيا في النرويج هي أرفع تمثيل دبلوماسي لدولة جنوب أفريقيا لدى النرويج. تقع السفارة في وهي تهدف لتعزيز المصالح الجنوب أفريقية في النرويج.

## وصلات خارجية
- قائمة سفارات جنوب أفريقيا
- قائمة السفارات في النرويج